# Liv Mjönes

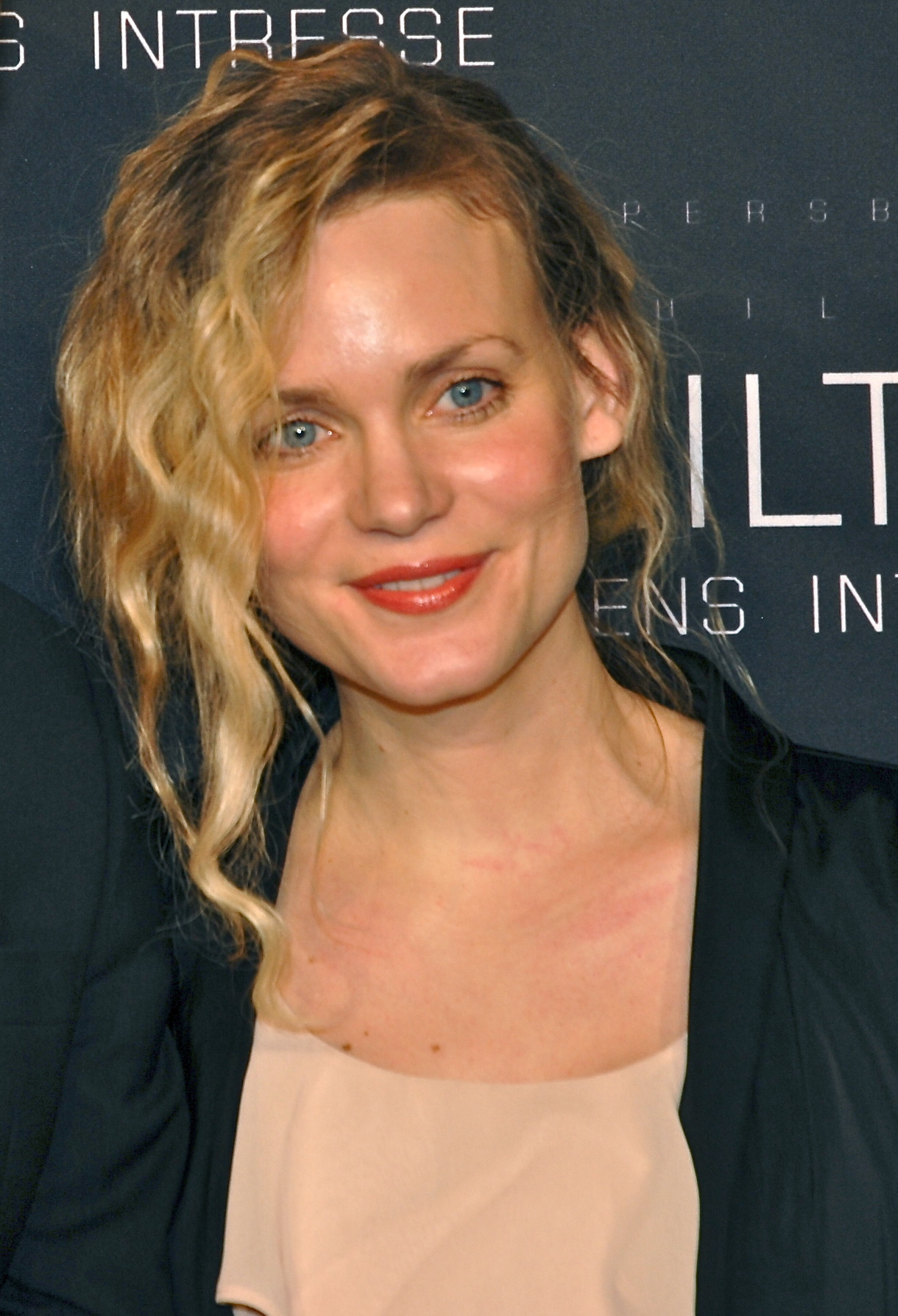
Liv Mjönes (2012)

Liv Anna Mjönes (* 18. September 1979 in Kista) ist eine schwedische Schauspielerin.

## Leben
Mjönes wuchs mit drei Geschwistern in einer Arztfamilie in Sundsvall auf. Sie absolvierte die Theaterhochschule in Stockholm im Jahr 2006. Ihr Filmdebüt gab sie mit der Hauptrolle in Miffo (2003). Seit 2004 gehört Mjönes zum Ensemble des Stadttheaters Stockholm, wo sie als Miranda in Shakespeares Der Sturm debütierte und später unter anderem Cordelia in König Lear (2013) und die Titelrolle in einer Spezialversion von Hamlet (2014) verkörperte. Außerdem spielte sie in verschiedenen Fernsehserien im schwedischen Fernsehen mit, z. B. in Ettor och nollor (2014) und Torpederna (2014).
Im Jahr 2012 wurde sie für ihre Rolle der Frida im Filmdrama Küss mich – Kyss mig für den schwedischen Filmpreis Guldbagge in der Kategorie Beste Nebendarstellerin nominiert. 2017 wurde sie erneut in dieser Kategorie nominiert, diesmal für ihre Rolle der Dagmar in Pernilla Augusts Ein ernsthaftes Spiel.
Liv Mjönes lebt zusammen mit Henrik Bäckbro in Stockholm und hat zwei Kinder.

## Filmografie (Auswahl)
- 2000–2001: Hotell Seger (Seifenoper)
- 2002: Vexator (Fernsehfilm)
- 2003: Miffo
- 2005: Coachen (Fernsehserie, Folge 1x02)
- 2006: En uppstoppad hund (Fernsehfilm)
- 2008–2010: Hotell Kantarell (Fernsehserie, 2 Folgen)
- 2008: Vägen hem
- 2009: De halvt dolda (Fernsehserie, 2 Folgen)
- 2010: Drottningoffret (Fernsehserie, 2 Folgen)
- 2010: Välkommen åter (Fernsehserie, 10 Folgen)
- 2011: Bibliotekstjuven (Fernsehserie, 3 Folgen)
- 2011: Küss mich – Kyss mig (Kyss mig)
- 2011: Stockholm Ost (Stockholm Östra)
- 2012: Agent Hamilton – Im Interesse der Nation (Hamilton – I nationens intresse)
- 2013: Mankells Wallander: Vermisst (Wallander – Försvunnen, Fernsehreihe)
- 2013: Tragedi på en lantkyrkogård (Fernsehfilm)
- 2014–2017: Torpederna (Fernsehserie, 12 Folgen)
- 2014: Ettor och nollor (Fernsehserie, 2 Folgen)
- 2015: Modus – Der Mörder in uns (Modus; Fernsehreihe, 5 Folgen)
- 2015: Livet i Mattelandet (Fernsehserie, 12 Folgen)
- 2015: Tsatsiki, farsan och olivkriget
- 2016: Ein ernsthaftes Spiel (Den allvarsamma leken)
- 2016: Jävla klåpare! (Fernsehserie, 10 Folgen)
- 2017: All Inclusive
- 2018: Maria Wern, Kripo Gotland (Maria Wern, Fernsehreihe, 2 Folgen)
- 2018: Stockholm Requiem (Sthlm Requiem; Fernsehreihe, 10 Folgen)
- 2018–2020: Advokaten (Fernsehserie, 16 Folgen)
- 2019: Midsommar
- 2020: Tiger (Tigers)
- 2020: Tsunami (Fernsehserie, 3 Folgen)
- 2020: Fullt Hus (Fernsehserie, 10 Folgen)
- 2020: Amningsrummet (Fernsehserie, 6 Folgen)
- 2021: Eva & Adam
- 2021: Trevlig helg (Fernsehserie, 6 Folgen)
- 2022: Vikingulven
- 2022: The Holiday (Fernsehserie, 4 Folgen)
- 2022: Tack för senast
- 2023: Kapningen (Fernsehserie, 6 Folgen)
- 2023: En dag kommer allt det här bli ditt
- 2023: Barcelona for Beginners – Familie und andere Katastrophen (Això no és Suècia, Fernsehserie, 7 Folgen)
- 2023: Blackwater – Im Schatten der Vergangenheit (Händelser vid vatten, Fernsehserie, 6 Folgen)
- 2023–2024: Familjen Andersson (Fernsehserie, 20 Folgen)
- 2024: Så länge hjärtat slår
- 2024: Tomten är far till alla barnen